# Tin Man (canción)
«Tin Man» es una canción interpretada por el grupo musical angloestadounidense de folk rock America. Fue publicada el 10 de julio de 1974 como el sencillo principal de su cuarto álbum de estudio, Holiday.

## Escritura y grabación

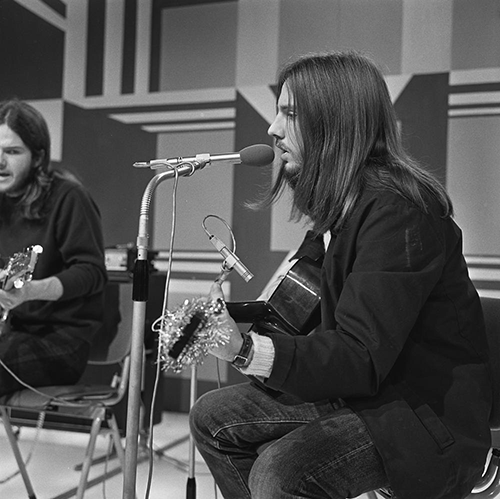
Dewey Bunnell, compositor de «Tin Man», actuando en TopPop, 1972.

El título de la canción y algunas de sus letras hacen referencia a Tin Woodman de El mago de Oz. El compositor Dewey Bunnell fue citado describiendo el paralelo: “Mi película favorita, supongo. Siempre me encantó cuando era niño. Letras muy oscuras. Gran gramática – ‘Oz nunca le dio nada al Hombre de Hojalata’. Es una especie de licencia poética”.
Dan Peek, quien describe a «Tin Man» como “la quintaesencia de Dewey, una corriente de conciencia fácil con una cama acústica de séptima mayor”, afirma que Bunnell “en realidad nos rogó que no grabáramos la canción. Conociendo a Dewey, probablemente fue psicología inversa; si lo fuese, Gerry [Beckley] y yo caímos en su trampa, insistiendo en que era perfecto para el álbum”.

## Recepción de la crítica
Un escritor no especificado de la revista Cash Box declaró: “La canción muestra esas fantásticas armonías por las que America es famoso. La instrumentación es suave y este disco definitivamente debería ser un gran éxito para los chicos”.

## Rendimiento comercial
En Estados Unidos, «Tin Man» debutó en el puesto número 44 de la lista Easy Listening durante la semana que terminó el 10 de agosto de 1974, donde se desempeñó como el tercer debut más alto de la edición. Después de escalar de manera constante la lista durante nueve semanas consecutivas, encabezó la lista el 5 de octubre de 1974, donde desplazó la canción de Olivia Newton-John, «I Honestly Love You», del puesto más alto. El sencillo salió de la lista Easy Listening el 23 de noviembre en la posición número 16; en total, pasó dieciséis semanas consecutivas entre los rankings de la lista. En la lista de sencillos de todos los géneros, «Tin Man» alcanzó la posición número 4 el 9 de noviembre de 1974.
Fuera del país natal de la banda, el sencillo tuvo un éxito comercial similar. En Canadá, el sencillo debutó en el puesto número 50 de la lista RPM Pop Music Playlist durante la semana que terminó el 24 de agosto de 1974, donde se desempeñó como el debut más bajo de la edición. En su octava semana en la lista, «Tin Man» alcanzó el quinto lugar. El sencillo salió de la lista Pop Music Playlist el 30 de noviembre en la posición número 40; en total, pasó quince semanas consecutivas entre los rankings de la lista. En la lista de sencillos de todos los géneros, «Tin Man» alcanzó el número 7 el 16 de noviembre de 1974. El sencillo ocupó el puesto número 84 en la lista de fin de año de RPM de 1974.

## Lista de canciones
7-inch single – Warner Bros. WB 7839 
1. «Tin Man» – 3:25
2. «In the Country» – 2:58

## Posicionamiento

### Gráfica semanal
| Gráfica (1974)                            | Pico de posición |
| ----------------------------------------- | ---------------- |
| Australia (Kent Music Report)             | 46               |
| Canadá (RPM Top Singles)                  | 7                |
| Canadá (RPM Pop Music Playlist)           | 5                |
| Estados Unidos (Billboard Hot 100)        | 4                |
| Estados Unidos (Billboard Easy Listening) | 1                |
| Estados Unidos (Cash Box Top 100 Singles) | 6                |

### Gráfica de fin de año
| Gráfica (1974)           | Pico de posición |
| ------------------------ | ---------------- |
| Canadá (RPM Top Singles) | 84               |